# Kerényi Grácia
Kerényi Grácia (Budapest, 1925. április 9. – Budapest, 1985. április 7.) költőnő, magyar–lengyel műfordító, esszéíró; a lengyel irodalom kutatója, a német megszállás alatt az ellenállási mozgalom, a nyolcvanas években a lengyel ellenzéki mozgalom résztvevője.
A 20. századi lengyel–magyar kapcsolatok kiemelkedő alakja. Rajongott a lengyelekért, Lengyelországért, majd a Solidarnośćért. Társszerzője volt a Varsányi István-féle legendás lengyel nyelvkönyvnek.
Kerényi Károly ismert klasszika-filológus professzor, az ókortudomány doyenjének, és Stamberger Erzsébet tanárnak a leánya. A Pázmány Péter Tudományegyetemen 1943-ban kezdte meg tanulmányait magyar–latin–görög szakon. Németellenes propagandát fejtett ki hallgatótársai körében, ezért a Gestapo 1944 áprilisában letartóztatta. Megjárta a náci börtönöket és a koncentrációs táborok poklát, de szerencsésen túlélte. Az egyetemen a filológiát 1949-ben végezte el, a Varsói Egyetemen 1970-ben doktorált.

## A világháború alatt
A világháború szörnyűségeivel először gimnazistaként ismerkedett meg, amikor Magyarországot 1939 őszén elözönlötték a német és a szovjet megszállók elől menekülő polgári és katonai lengyel menekültek. Ott segített nekik, ahol és ahogyan csak lehetett, de ebben a lengyelbarát szülei is erőteljesen támogatták. Így került kapcsolatba a magyarországi lengyel ellenállási mozgalommal, ami a későbbi megszállók szemében egy újabb rossz pont lett. A politikai helyzet egyre rosszabb volt, amikor az egyetemi éveit 1943 őszén elkezdte. Diáktársai körében egyre keményebben és egyre nyíltabban kritizálta a nácikat. Emiatt feljelentették. A németek 1944. március 19-én Magyarországot is megszállták, s ezzel együtt több száz Gestapo-tiszt érkezett, akik nekikezdtek a magyarok elhurcolásának. Pár hónappal a háború vége előtt Kerényi Grácia is a foglyuk lett. Megjárta a német börtönöket és koncentrációs táborokat, köztük az auschwitzi haláltábort, de szerencsésen túlélte. A fogolytársaitól tanult meg lengyelül, bár magyarországi lengyel menekültektől is ráragadt számos szó és kifejezés.

## A személyi kultusz évei
Hazatérése után folytatta a tanulmányait, s 1948-ban szerzett magyar–latin–görög tanári diplomát. Amikor frissen végzett tanárnőként elhagyta az egyetem épületét, klasszika-filológia professzor édesapja azt szerette volna, ha Grácia a nyomdokaiba lép, és az egyetemen helyezkedik el adjunktusként, de ő dacból egy gimnáziumot választott, ahol csak igen rövid ideig tanított. Egyre inkább a lengyel filológia vonzotta, ami egy fiatal, kezdő gimnáziumi tanárnő elfoglaltságával nem fért össze. Így aztán egy ideig az Országgyűlési Könyvtárban dolgozott, majd az Eötvös Loránd Tudományegyetem Lengyel Intézetében volt gyakornok. Már csak idő kérdése volt, mikor megy vissza Lengyelországba, hogy ott folytassa a tanulmányait, de a légkör megint egyre komorabb lett, s nem kedvezett a terveinek. Ugyanis hiába kért útlevelet, hogy Varsóba mehessen, a belügyesek elküldték, mert „kispolgári-értelmiségi” családból származott, tehát „osztályellenség” volt; Lukács György 1948 nyarán az édesapját, Kerényi Károlyt – a „fasizmus szekértolójának” nevezte, így emigrációba kényszerítette. Grácia még örülhetett, hogy ismét nem került börtönbe. Így aztán újabb és újabb Magyarországon élő lengyellel ismerkedett meg, és kemény önszorgalommal bújta a tőlük kapott vagy vásárolt lengyel nyelvű könyveket. Az ezeréves magyar–lengyel barátság igénylése annyira átitatta, hogy emiatt támadtak konfliktusai az állambiztonsági szervekkel. A hagyományos magyar–lengyel barátságot ugyanis a kommunista rezsim „reakciósnak” bélyegezte.[forrás?] Grácia meghúzódott és csak a lengyel irodalomnak élt, melynek gyöngyszemeit elkezdte magyarra fordítani. Kezdetben különböző lapokban apróbb műfordításai jelentek meg, majd saját költeményei is.

## Újra Lengyelországban

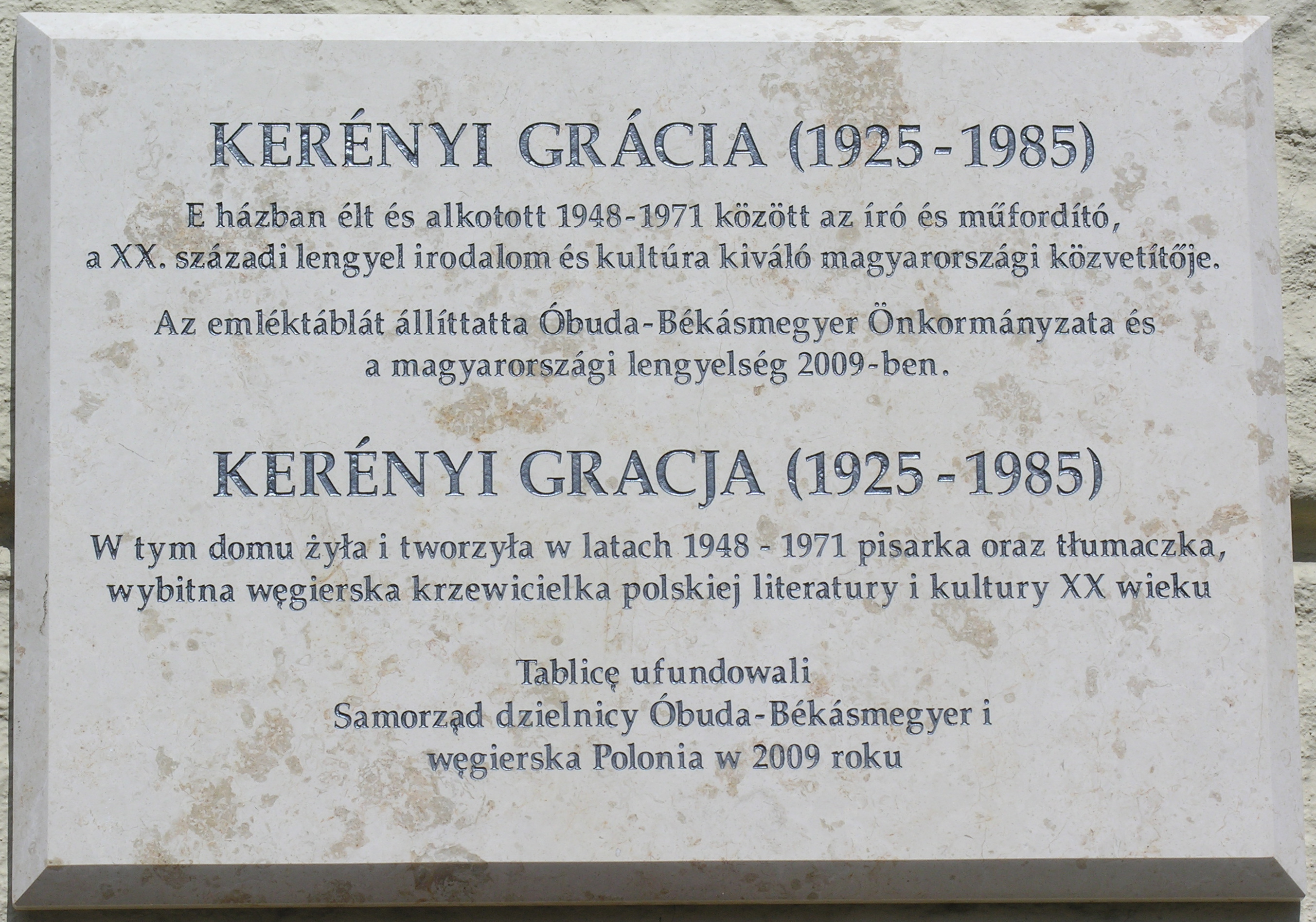
Kerényi Grácia emléktáblája egykori lakhelyén.
Budapest, III. kerület, Fő tér 2.

Az 1956-os forradalom leverése után némileg enyhült a helyzet, így már végre kiutazhatott Lengyelországba. Az 1960-as években felváltva élt Budapesten és Varsóban, ahol saját lakása volt. Beiratkozott a varsói egyetemre és közben szorgalmasan írt, mindkét nyelven, saját verseket és fordításokat egyaránt. Számos magyar költő versét fordította lengyelre, ezek antológiákban jelentek meg. Verseket, novellákat, esszéket, tanulmányokat publikált magyarul és lengyelül. A varsói tudományegyetem elvégzése után, 1970-ben ledoktorált. Egyre hosszabb időt töltött Lengyelországban, ahol enyhébb volt a politikai légkör, hiszen Władysław Gomułka már 1957-ben olyan liberális törvényeket hozott, amelyeket még a Kádár Jánost megdöntő Grósz Károly sem mert kihirdetni. Így aztán Kerényi járta az országot, ismerkedett a lengyelekkel és kereste a kapcsolatot a már korábban megismert magyar-lengyelekkel. Toruńban is járt, a Lengyel Intézet háborús igazgatójánál, Zbigniew Załęskinél, aki akkor már – egy másik egykori budapesti menekült tudóssal, Wacław Felczak történésszel – az itteni Mikołaj Kopernik Tudományegyetem tanára volt.

## Ismét Magyarországon
Lengyelország a hatvanas évek második felében a millennium lázában élt – a lengyelek 966-ban tértek át a kereszténységre. A központi ünnepségek Poznańban, Gnieznóban és Częstochowában voltak, s Grácia számtalanszor meglátogatta a millenáris rendezvényeket, ahol – magyar pártállami nomenklatúra szerint – reakciós egyházi személyekkel is találkozott, köztük Stefan Wyszyński bíboros-hercegprímással és Antoni Baraniak poznańi érsekkel, valamint annak szemináriumi barátjával – Karol Wojtyła krakkói érsekkel, a későbbi II. János Pál pápával. Kerényi nem tudta, hogy a magyar pártállami titkosszolgálat figyelte, és utazásait, illetve lengyel kapcsolatait a rezsimre nézve igen veszélyesnek tartották. Csak amikor a hetvenes évek elején hazatért, szembesült a keserű valósággal. Többször behívatták a Belügyminisztériumba figyelmeztetni, elszámoltatni. Sehol sem tudott elhelyezkedni, fordításokból és svájci emigrációban elhunyt édesapjától örökölt vagyonból tudott megélni. Így aztán a kommunista-ellenes ellenzék egyik vezéralakjaként a hozzá hasonló számkivetettekkel barátkozott: Solt Ottiliával, Csengey Dénessel, Elbert Jánossal, Demszky Gáborral, Krassó Györgygyel, Gyimessy Richárddal és másokkal. Sokat fordított és sokat írt, de írásai időnként csak nehezen jelentek meg, mert a hatóságok és az állami kiadók főszerkesztői igen tartózkodóan viszonyultak hozzá. A magyar állami könyvkiadás fórumai mellett Lengyelországban és szamizdatban is megjelent. Számos lengyel költő versét fordította magyarra és magyar költő versét lengyelre, ezek antológiákban jelentek meg. Szinte minden egyes vers, műfordítás megjelenéséért keményen meg kellett küzdenie. Pedig nagyon termékeny volt. Verseket, novellákat, esszéket, tanulmányokat publikált magyarul és lengyelül. Kiemelkedő alkotómunkássága elismeréseként, 1970-ben Lengyelországban a legmagasabb kulturális elismerésben részesült: megkapta a Lengyel Kultúra Érdemes Alkotója címet és kitüntetést, 1976-ban a ZAiKS, 1980-ban pedig a lengyel PEN Club műfordítói díjat adományozott neki. Az ELTE lengyel tanszékének népszerű oktatója volt.

## Együttműködés a lengyel Solidarność mozgalommal

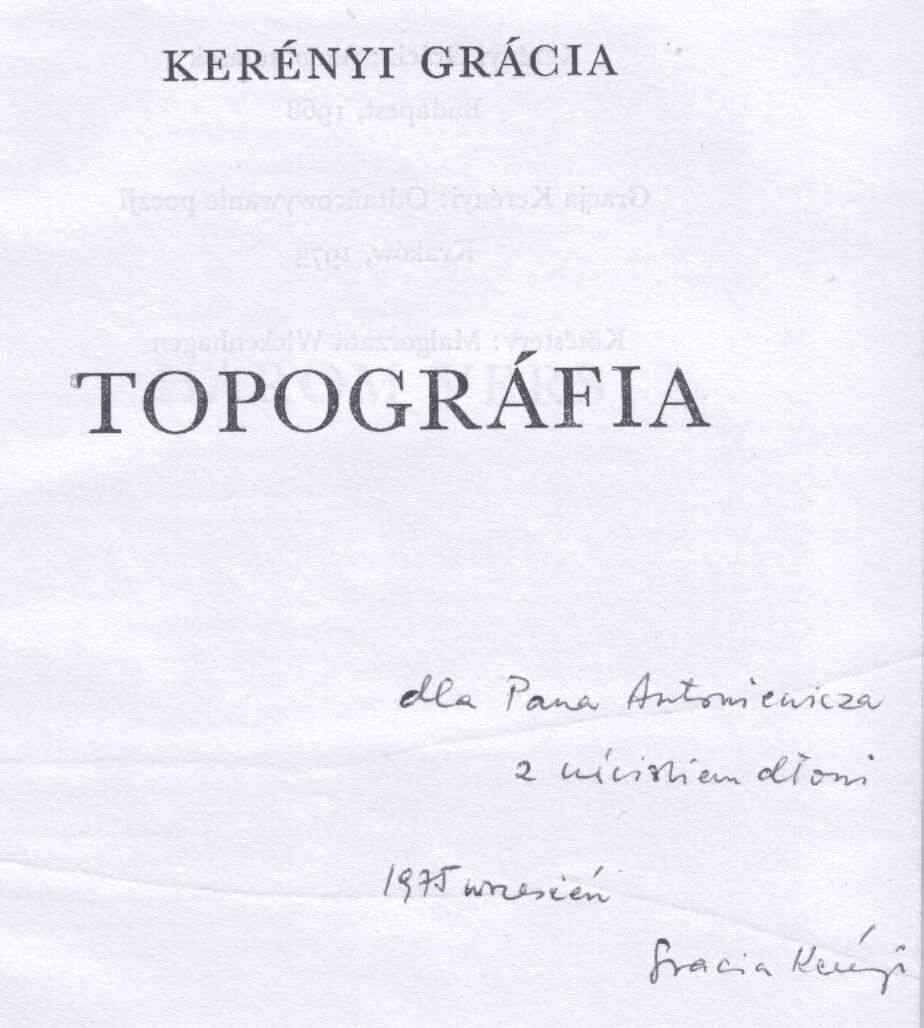
Kerényi Grácia dedikációja Antoniewicz Roland részére

Az 1980-as évek elején Kerényi Grácia részt vett mind a lengyel, mind a hazai ellenzéki megmozdulásokban, amit most már nemcsak a magyar, de a lengyel állambiztonsági szervek is egyre idegesebben szemléltek. De még a KGB is, hiszen Elbert Jánossal, Kizmann Lajossal, Bódy Gáborral és másokkal egyre hangosabban terjesztette azt, hogy az oroszok közönséges gyilkosok, mert a háború idején a genfi konvencióval szemben, Katyńban kegyetlenül lemészárolták a védtelen lengyel hadifogoly tiszteket, és a második világháborút is ők kezdték azzal, hogy 1939 szeptemberében Sztálin Hitlerel együtt rohanta le Lengyelországot, és ezért az oroszok a lengyeleknek elégtétellel tartoznak. Újra Varsóba költözött, de közben egyre sűrűbben utazott Szegedre, hogy ott a Nyugatról Jugoszlávián át érkezett futároktól átvegye a Solidarnośćnak (Szolidaritásnak) szánt illegális pénzeket és más fontos küldeményeket. (Máskor ebben egy Gombos Tiborné nevű vasutasnő helyettesítette, akit később szintén az állambiztonságiak Lengyelországban ölték meg.) Nagyon sokszor Kizmann Lajos ecseri illetőségű gokartversenyzővel és repülőgép-pilótával, Elbert Jánossal, Csengey Dénessel, Solt Ottiliával, Fábián Zoltánnal vagy éppen Bódy Gáborral utazott, mert így az útja nem volt gyanús, nem szúrta a vámosok és határőrök szemét. De ennek más oka is volt: bár volt egy Trabantja, nem szeretett vezetni; a kocsiját többnyire másokra bízta.
1984 őszén autóbaleset érte, melyben eltörött a gerince; ezt követően 1985. áprilisi haláláig kórházban feküdt. Temetésére több százan mentek el a Farkasréti temetőbe; az esemény egyben ellenzéki tüntetés is volt. Számos elmélet született arról, hogy a baleset hátterében merénylet állt, de ezek mindeddig nem kerültek bizonyításra.

## Alkotásai

### Művei
- 1960 Varsó – Recepcja twórczości Marii Konopnickiej na Węgrzech
- 1968 Budapest – Azonosulások (Összegyűjtött versei)
- 1968 Varsó – Mandaryn wielki kozak
- 1969 Varsó – Studia z dziejów polsko-węgierskich stosunków literackich i kulturalnych
- 1973 Krakkó – Odtańcowywanie poezji czyli dzieje teatru Mirona Białoszewskiego
- 1975 Varsó – Antologia Poezji Węgierskiej
- 1975 Budapest – Topografia (versek, esszék, interjúk)
- 1977 Budapest – Utazások könyve (visszaemlékezés)
- 1977 Budapest – Csupa boldogság (kisregény) ISBN 9631508129
- 1981 – A wilkói kisasszonyok – Filmen és prózában – Filmvilág (Budapest) 1981/7. szám 22-23. oldal
- 1982 Budapest – Testnek feltámadása ISBN 9631520455
- 1982 Budapest – Dalok könyve
- 1984 Budapest - Nem mindegy ISBN 9631525317
- 1985 Budapest – Nálunk a málnabokrok

### Műfordításai
- Az 1950-es években kezdte el fordítani magyarra Maria Dąbrowska Éjjelek és nappalok című művét. (Ebből készült a Magyarországon is bemutatott Éjszakák és nappalok, a Jerzy Antczak rendezésében forgatott 12 részes tévéfilmsorozat 1978-ban.)
- 1957 – Magyarra fordította Wiktor Woroszylski ismert szamizdátját Magyarországi napló, 1956 címmel, amely újabb kiadásban 1994-ben Budapesten a Századvég Kiadó és az 1956-os Intézet gondozásában jelent meg.
- Később fordította
  - Adam Mickiewicz „Pan Tadeusz”-át
  - Bruno Schulz munkáit
  - Aleksander Fredro „Életjáradék”-ját (1960)
  - Miron Białoszewski verseit
  - Igor Newerly
  - Janusz Meissner és
  - Zbigniew Herbert regényeit
  - Tadeusz Różewicz
  - Sławomir Mrożek
  - Wiktor Woroszylski és
  - Zbigniew Herbert drámáit
  - Jan Kott Shakespeare-tanulmányát
  - Leon Kruczkowski „A szabadság első napja” c. művét.

### Tankönyv
- Lengyel nyelvkönyv. Tanfolyamok és magántanulók számára, Tanuljunk nyelveket!. Budapest: Tankönyvkiadó Vállalat, 474. o. (1961)

### Recenziók
- Antoniewicz Roland: Szokatlan életpálya. Esti Hírlap, 1980. november 13.
- Pályi András: Mrożek és az infantilizmus. Élet és Irodalom, 2001/24.

### Ellenzéki tevékenységéről és üldöztetéséről
- Unger Gabriella: Ellenkultúra és állambiztonság. Trezor, 2003/3. 165–188 o.
- Karácsony Ágnes: Variációk egy gyilkosságra. Interjú Odze Györggyel. 168 óra, 2007/8.[5]
- Kerpel-Fronius Gábor: Elgéppuskázott lehetőség. Beszélő, 2007/02.

### Biográfiák
- 1994 Csisztay Gizella: Szerelmem, Varsó: Kerényi Grácia utazásai. Nagyvárad 1994
- 1994 Gömöri György: Kerényi Grácia „halacskái” (Forrás, 1994/7.) Online elérhetőség